# Yurchen
Los yurchen fueron un pueblo asiático que habitó la región en torno al río Amur, que en la actualidad marca la frontera oriental entre Rusia y China. Los yurchen, pueblo de lengua tungús, pasarían a ser conocidos a partir del siglo XVII por el nombre de manchúes. La identidad nacional manchú fue una creación de Hung Taiji, gobernante yurchen que heredó el Estado unificado por su padre Nurhaci y que estableció la última dinastía imperial china, la dinastía Qing. Debido a su condición de tierra originaria de los yurchen o manchúes, el extremo nordeste de China pasaría a conocerse con posterioridad como Manchuria.
La primera irrupción de los yurchen en la historia fue en el siglo XII, cuando establecieron la dinastía Jin (1115-1234), que gobernó todo el norte de China hasta que fueron derrotados por otro pueblo altaico, los mongoles, los cuales conquistarían toda China estableciendo la nueva dinastía Yuan. Tras la caída del estado Jin, sometido por los mongoles, los yurchen volverían a pasar al ostracismo histórico.

## Nombre
La grafía yurchen es una adaptación al español de la transcripción de origen mongol jurchen o, más correctamente, jürchen en singular y jürched en plural. El nombre chino es, en transcripción pinyin, nǚzhēn (女真).

## Historia

### Unificación y conquista de Liao
Para liquidar a los kitán el emperador chino Houei-tsong (1101-1125) decidió llamar a bárbaros más lejanos. Los Liao (la dinastía de los kitán) estaban bastante adaptados a la cultura china para ser unos vecinos aceptables pero no era el caso del pueblo que vivía más allá, en los bosques del Ussuri y nordeste de Manchuria, conocidos como los jurchenss. El embajador chino que los visitó en 1124-1125 los describe como verdaderos bárbaros con la residencia del khan rodeada de ganado y en medio de los pastos, sin ningún edificio, ni calle, ni paredes; los khan se sentaban en un trono cubierto de doce pieles de tigre, y se hacían fiestas bárbaras con bebida, música, danza, pantomimas de cacerías y de combates y mujeres haciendo juegos de luces con los espejos. En ese entonces los jurchenss estaban siendo organizados por una cabeza enérgica llamado A-kou-ta, del clan real Wan-yen (1113-1123).
Después de la alianza con los chinos, en 1114 se sublevó contra el rey kitán y lanzó a su horda la conquista del reino Liao, cosa que hizo en nueve años: Ning-kiang (al sur de la moderna Harbin en la orilla de un afluente del Sungari) en 1114, Leao-yang en 1116 (después de esta ciudad toda Manchuria pasó a los jurchenss). Lin-huang (capital septentrional de los kitán, al norte del moderno Jehol) en 1120; Ta-ting (capital central) y Ta-t'ong (al norte del Shanxi) en 1122. Pekín tenía que pasar en China según los términos del tratado entre el Imperio y los jurchenss, pero los chinos no pudieron ocupar la ciudad y finalmente serían los bárbaros los que lo hicieron (1122) pero la entregaron en China en 1123. El rey jurchens, A-kou-ta murió en 1123 y lo sustituyó su hermano Wou-k'i-mai (1123-1135) que era muy ambicioso. El último rey kitán Ye-liu Yen se refugió en la zona de Kuku-khoto y trató de resistir en la comarca de Wou-tcheou (1124) pero fue derrotado varias veces y finalmente capturado en 1125.

### Dinastía Jin
El nuevo rey jurchens modificó el nombre de la dinastía en Allchun (en tungús) que quiere decir dinastía dorada (Kin en chino, transcripción actual Jin, nombre por el que los chinos denominan el reino) e intentó establecer un estado regular organizado a la manera china.
Pronto estallaron disputas fronterizas cuando los chinos reclamaron algunas villas al norte de Pekín y como que no se los fueron reconocidos, apoyaron una revuelta contra los jurchenss. Esto provocó el conflicto abierto y el general de la dinastía kin, Anidan-mo-ho hizo otro golpe a Pekín y la llanura de Hebei (1125) y hacia Taiyuan en el corazón de Shanxi (1126). Otro general kin, Wa-li-pou, cruzó el río Amarillo, y se le unió Nien-mo-ho, y juntos se presentaron ante la capital china K'ayi-fong; los defensores, encabezados por el emperador Houei-tsong y su hijo Kin-tsong, se rindieron (finales de 1126) y junto con toda la corte fueron deportados en la capital de los kin, la ciudad de Ning-kiang al sur de Harbin (comienzo de 1127). Entre los prisioneros hechos por los kin, algunos miembros de la tribu turca de los ongut, enviados a Manchuria y que resultaron ser nestorians; uno de estos explicó una visión del rey kin y este les liberó y les permitió instalarse en el norte del río Amarillo, en Tsing-tcheou. 

#### Lista de soberanos
- Te ay Tsu (A-kou-ta) 1115-1123.
- Te ay Tsung (Wou-k'y-nunca) 1123-1135.
- Hsi Tsung (Lo-lo-ma) 1135-1149.
- Hai-Ling Wang (Ti-kou-nai) 1149-1161.
- Shih Tsung (Wou-lo) 1161-1189.
- Chang Tsung (Ma-ta-kou) 1189-1208.
- Wei-Shao Wang (Tchong-hei) 1209-1213.
- Hsuan Tsung (Wu-blando-pu) 1213-1224.
- Ay Tsung (Nin-kia-su) 1224-1234.
- Mo Ti 1234.
- A los mongoles 1234-1368.

## La pérdida de la unidad política y la estructura de clanes

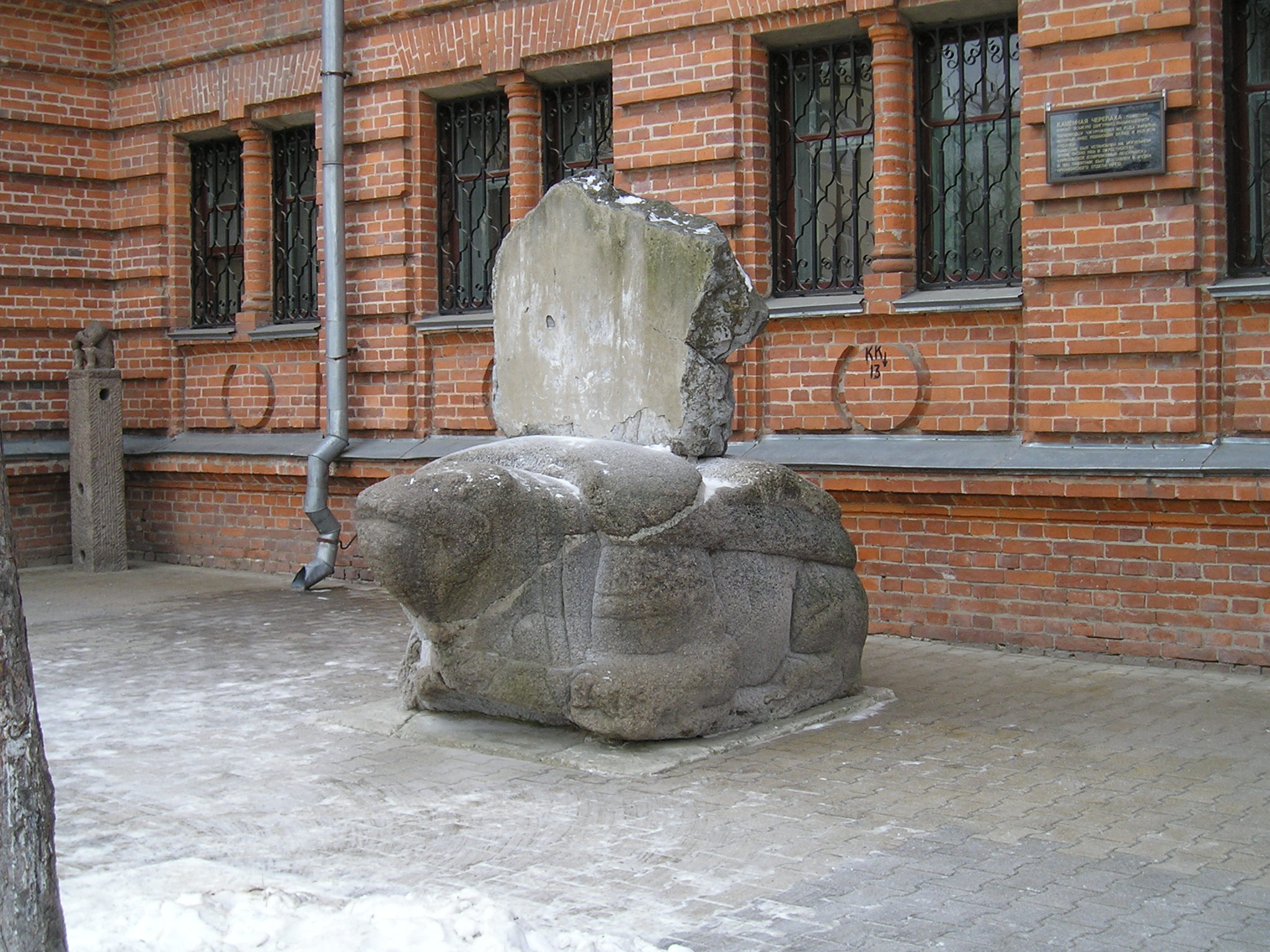
La tortuga de piedra, originalmente instalada ca. 1193 sobre la tumba del jefe Yurchen llamado Wanyan Asikui (完顏阿思魁) en la cercanía de Ussuriysk; ahóra se muestra en el museo de Jabárovsk.

Durante los siglos siguientes, los yurchen se verían sometidos a la influencia de sus vecinos chinos, coreanos y mongoles. Precisamente, a través de los contactos con estos últimos, el budismo penetraría en la sociedad de clanes de los yurchen. La estructura social de los yurchen ha sido descrita como nómada en ocasiones, por confusión con sus vecinos mongoles y kitán, pero, en realidad, la sociedad yurchen en su época de esplendor político con la dinastía Jin y en los siglos siguientes era ya una sociedad sedentaria. La organización social de los yurchen se basaba en un sistema de linajes familiares extendidos llamados mukūn. Este sistema de los mukūn fue estudiado en profundidad por el antropólogo ruso, refugiado en China tras la Revolución Rusa, Sergei Shirokogoroff, quien en 1929 publicó un estudio sobre la organización social de los pueblos históricos tunguses del nordeste de China. Shirokogoroff adoptó el uso del término "clan" para referirse a los mukūn, si bien existen diferencias grandes entre el uso original de "clan" para los pueblos celtas en Europa y el sistema de linajes de los yurchen. Según Shirokogoroff, las relaciones entre estos clanes o mukūn conformaban el entramado social de la cultura yurchen, en la que después de la caída del estado Jin, dejó de existir cualquier identidad de grupo por encima de los clanes.

## El segundo estado yurchen y la adopción de la identidad manchú: la dinastía Qing
La falta de un poder administrativo y militar centralizado se prolongaría hasta el siglo XVII cuando Nurhaci consiguió la unificación militar de diferentes clanes yurchen bajo una única entidad política. Por primera vez desde la caída de la dinastía Jin, los yurchen, bajo el liderazgo de Nurgaci, volvían a formar un estado fuerte. Nurhaci asumiría el título de beile (1586) y posteriormente de jan de los mongoles jorchin (1606) y jan de los yurchen (1616). En 1618, Nurhaci adoptó de manera formal el nombre dinástico Jīn (金, "metal", frecuentemente "oro") para su estado, recreando así la dinastía extinguida casi cuatro siglos antes. El hijo de Nurhaci, del que solo conocemos su título Hung Taiji (extrañamente, su nombre personal no aparece en ningún documento histórico) modificaría la designación dinástica, adoptando el nuevo nombre de Qīng (清, "puro"). Además de la elección de un nombre nuevo para la dinastía, Hung Taiji hizo adoptar una forma modificada del alfabeto mongol para escribir la lengua de los yurchen, cuya forma escrita antigua había sido perdida, y acuñó un nuevo nombre, "manchú", para los yurchen. De este modo, Hung Taiji creaba la nueva identidad nacional manchú para su pueblo, que pasaría a ser la clase dirigente de China en los siglos siguientes, después de que la dinastía Qing se hiciera con el poder sobre todo el territorio que había estado bajo el poder de la antigua dinastía Ming. De esa manera, el estado yurchen de Nurhaci y Hung Taiji pasaba a convertirse en la que sería la última dinastía imperial de la historia de China.